# Parigi-Bruxelles 1949
La Parigi-Bruxelles 1949, trentacinquesima edizione della corsa, si svolse il 24 aprile 1949 su un percorso di 326 km, con partenza da Parigi e arrivo a Bruxelles. Fu vinta dal francese Maurice Diot davanti al belga Emmanuel Thoma e al francese Jacques Moujica.

## Ordine d'arrivo (Top 10)
| Pos. | Corridore        | Squadra | Tempo    |
| ---- | ---------------- | ------- | -------- |
| 1    | Maurice Diot     |         | 8h51'52" |
| 2    | Emmanuel Thoma   |         | s.t.     |
| 3    | Jacques Moujica  |         | s.t.     |
| 4    | Roger Leveque    |         | a 1'18"  |
| 5    | Georges Claes    |         | a 1'56"  |
| 6    | Maurice Quentin  |         | s.t.     |
| 7    | Norbert Callens  |         | s.t.     |
| 8    | Maurice Mollin   |         | s.t.     |
| 9    | Lievin Lerno     |         | s.t.     |
| 10   | Marcel Hendrickx |         | s.t.     |